# オカファーエニス豪
オカファー エニス 豪（おかふぁー えにす ごう、 1998年8月14日- ）は、テレビ宮崎のアナウンサー。神奈川県横浜市出身。

## 来歴
横浜市鶴見区生まれ、港北区育ち。日本人の母とナイジェリア人の父のあいだに生まれる。
神奈川県立川和高等学校、専修大学を卒業後、2021年にテレビ宮崎に入社した。
ニュース、情報番組、バラエティ、スポーツ実況などを幅広く担当。
第40回FNSアナウンス大賞では、新人奨励賞を受賞する。この時はU-dokiの生中継の際にエレベーターが予定していたフロアに止まらなかった時の対応などが評価された。
FNS明石家さんまの推しアナGPに出演した際には、前述の中継のVTRなどが放送された。

## 人物
- 高校時代に「ブロイラー」という漫才コンビを組んでいた[1]。
- 中学、高校時代は野球部に所属。
- 50m走は6秒1。
- 実用英語技能検定準一級。

## 現在の担当番組
- 4時どき! (2024年4月 - ）
- ♯Link

## 過去の担当・出演番組
- 火曜ゴールデン よかばん!! (2021年10月 - ）
- You & Live Smile
- Mスポーツ
- FNS明石家さんまの推しアナGP(2024年4月20日 ）